# Pero gonopteraria
Pero gonopteraria är en fjärilsart som beskrevs av Achille Guenée 1858. Pero gonopteraria ingår i släktet Pero och familjen mätare. Inga underarter finns listade i Catalogue of Life.